# Накхонратчасима (аэропорт)
Аэропорт Накхонратчасима — аэропорт в провинции Накхонратчасима, Таиланд. Расположен примерно в 26 км от города Накхонратчасима, в национальном лесном заповеднике Нонгтенг-Чаккарат и имеет площадь около 4625 рай. В настоящее время аэропорт управляется Департаментом аэропортов Таиланда. Таможня аэропорта начала работу 5 марта 1999 г.. Аэропорт был построен для замены Коратской базы Королевских ВВС Таиланда, которая некоторое время работала также в качестве гражданского аэропорта.
Аэропорт Накхонратчасима оборудован для обслуживания ВС типа Boeing 737 и имеет пассажирский терминал площадью 5500 м². Так как аэропорт расположен вдалеке от города и в настоящее время отсутствует какой-либо общественный транспорт, его использование затрудняется. Это заставило многие авиакомпании отменить рейсы.

## История

### Основание
Первый коммерческий авиарейс в Накхонратчасиму был открыт в 1986 году. Тогда его обслуживанием занималась Коратская база ВВС Таиланда, так как здание гражданского аэропорта ещё строилось. Однако в процессе строительства возникла проблема — для строительства пассажирского терминала нужно было использовать территорию военной базы, что примерно в 2 км от стоянки, так как ВВС не могли выделить Департаменту аэропортов территорию, прилегающую к стоянке, что привело к появлению проблем со входом в здание аэропорта, так как оно находится в военной зоне, которая имеет довольно строгие меры безопасности.
Из-за этого в 1994 году Департамент аэропортов приобрёл строительную площадку для нового аэропорта в национальном лесном заповеднике Нонгтенг-Чаккарат и начали строительство. 5 декабря 1997 года начала работу таможня нового аэропорта, и авиакомпания, которая работала в то время, перенесла свою деятельность.

### Попытки запустить рейсы
После того, как аэропорт был перенесён на новое место, появилась новая проблема. Аэропорт расположен в 26 км от Накхонратчасимы, но общественный транспорт до города отсутствует. Из-за этого все рейсы начали постепенно отменяться.
Сначала Thai Airways около двух лет обслуживали рейсы в Багкок. После этого в Накхонратчасиму запустила рейсы авиакомпания Air Andaman при поддержке Thai Airways. Затем Thai Airways снова попытались запустить рейсы. За ней последовала Thai AirAsia, которая запустила лоукостеры. Но она так же прекратила деятельность в этом направлении.
Позже, в 2010—2011 годах, Happy Air вместе с Thai Regional Airlines открыла маршрут из Бангкока. Их сменила Kan Air, 2 февраля 2015 года открыв рейсы из Чиангмай. Однако, на этот раз рейсы были отменены из-за прекращения действия авиационной лицензии.
В 2017 году Бангкокская авиационная школа (Bangkok Aviation Center Company Limited) обратилась в Департамент аэропортов с просьбой использовать аэропорт для обучения пилотов.
New Gen Airways — седьмая авиакомпания, открывшая рейсы в аэропорт Накхонратчасима, из Бангкока, Пхукета и Чиангмая, 3 декабря 2017 года на самолётах Boeing 737-400, и Boeing 737-800, но это продлилось четыре месяца, из-за того, что из 160—180 мест на рейсах были заняты около 50.

### План улучшения
В прошлом у аэропорта было несколько планов улучшения, но у большинства не было какого-либо прогресса.
- 2015 и 2017 год — Министерство транспорта планирует использовать территорию аэропорта Накхонратчасима для создания ремонтного центра. С тех пор в аэропорту Накхонратчасима осталось много неиспользуемых сооружений[11][12].
- 2018 г. — после того как New Gen Airways отменила рейсы, были планы привлечь иностранные авиакомпании, например, Kunming Airlines[13]. 5 марта 2018 г. аэропорт Накхонратчасима был объявлен международным[3], но этот план не привлёк внимания иностранцев. Также есть безуспешные планы по созданию собственной авиакомпании[14].
  - Согласно опросу, проведённому в 2019 году, 97 % жителей Накхонратчасимы хотят, чтобы аэропорт работал[15].

В 2019 году Департамент аэропортов планирует разрешить частным лицам инвестировать в аэропорт Накхонратчасимы. Вместе с этим, Департамент аэропортов обнаружил, что аэропорт Накхонратчасимы вместе с аэропортом Пхетчабун и аэропортом Бурирам подходят в качестве центров технического обслуживания самолётов. Наряду с увеличением длины взлётно-посадочной полосы до 3000 метров для обслуживания широкофюзеляжных самолётов, планируется реновация пассажирского терминала. Вместе с контактом авиакомпании JC International Airline of Cambodia, которая будет обслуживать рейсы из Накхонратчасимы в Бангкок и разные города Камбоджи и Вьетнама.

## Аэропорт

### Пассажирский терминал

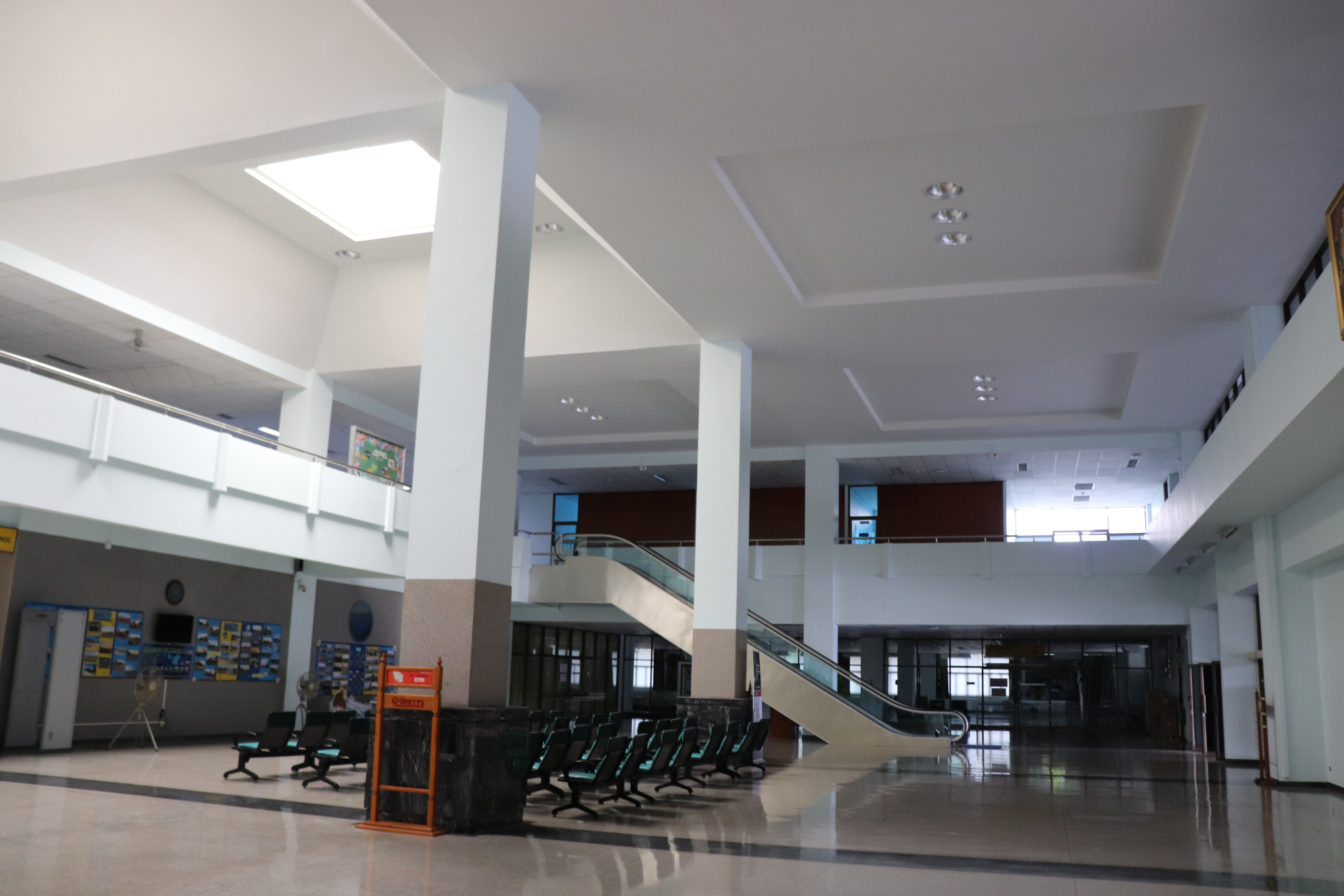
Внутри здания аэровокзала

Пассажирский терминал аэропорта Накхонратчасима представляет собой 2-х этажное здание, полезная площадь которого составляет около 5500 м². Аэровокзал может одновременно принимать до 300 пассажиров, при этом 1-й этаж обслуживает пассажиров: здесь имеется один гейт и зал ожидания, а на 2-м этаже располагается офис аэропорта и Bangkok Aviation Center Co., Ltd.
Аэропорт Накхонратчасима имеет парковочную площадку шириной 85 метров и длиной 323 метра, способную одновременно обслуживать четыре самолёта Boeing 737.

### Бангкокская авиационная школа
Комплекс Бангкокской авиационной школы расположен у дороги ко входу в аэропорт. Он имеет площадь около 15 рай и имеет классные комнаты, два общежития, конференц-зал, спортивный центр и современную зону отдыха.

### Взлётно-посадочная полоса и рулёжная дорожка
- Взлётно-посадочная полоса имеет ширину 45 м и длину 2100 м, с концевыми полосами безопасности шириной 60 м с каждой стороны, способными выдерживать ВС типа Boeing 737.
- Две рулёжные дорожки шириной 23 м и длиной 320 м[1].

## Список авиакомпаний

### Текущее использование
Аэропорт Накхонратчасима в настоящее время является международным аэропортом и используется как площадка для обучения студентов авиационных специальностей в Бангкокской авиационной школе.

### Авиакомпании в прошлом
| Авиакомпания           | Направление                        | Период                    |
| ---------------------- | ---------------------------------- | ------------------------- |
| Thai Airways           | Бангкок (Донмыанг)                 | 1997-1999, 2000—2001 годы |
| Air Andaman            | Бангкок (Донмыанг)                 | 1999-2000 годы            |
| Air Asia               | Бангкок (Донмыанг)                 | 2004                      |
| Happy Air              | Бангкок (Суварнабхуми)             | 2010                      |
| Thai Regional Airlines | Бангкок (Суварнабхуми)             | 2011                      |
| Kan Air                | Чиангмай                           | 2015                      |
| New Gen Airways        | Бангкок (Донмыанг) Пхукет Чиангмай | 2017-2018                 |